# Frontera entre el Senegal i Gàmbia
La frontera entre el Senegal i Gàmbia és la frontera internacional, en part terrestre i en part marítima que separa Gàmbia del Senegal. Gàmbia és un país de l'Àfrica Occidental, gairebé enclavat a Senegal. S'estén a banda i banda del riu Gàmbia, en un ample de 20 a 50 km sobre cadascun dels seus marges, al llarg de 320 km. Només l'oceà Atlàntic permet a Gàmbia no estar totalment enclavat en el territori senegalès.
Tot i que Gàmbia és el país independent més petit de continent, té la forma d'una cinta fina i llarga, hi ha més de cinquanta fronteres terrestres internacionals més petites al continent africà. Per Senegal, és la seva segona frontera internacional més llarga, després de la frontera amb Mauritània.

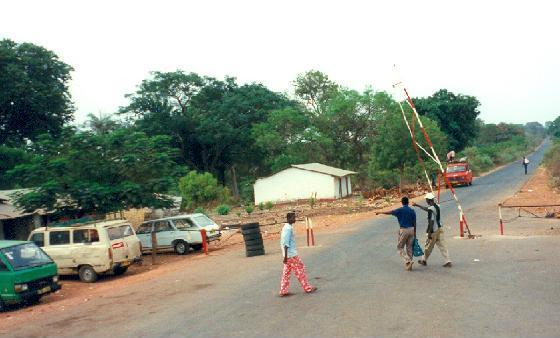
Pas fronterers entre els dos països

## Traçat

### Frontera terrestre
La frontera terrestre entre els dos països és composta generalment de dues parts aproximadament orientades d'oest a est, una al nord de Gàmbia, l'altra al sud, connectada al seu extrem oriental per un arc. La seva fisonomia té dues zones diferents:
- A l'oest, tant al nord com al sud, el límit segueix un arc de paral·lel (aproximadament 13 ° 35 '35 "N al nord, 13 ° 09' 52" N al sud), sobre 100 km. L'única excepció és l'extrem occidental de la part sud, on la frontera segueix el curs del riu Allahein cap al sud-oest durant uns vint quilòmetres.
- A l'est, la frontera envolta el riu Gàmbia i segueix aproximadament el seu recorregut. Consisteix llavors en una successió d'arcs de cercle.

### Fronteres marítimes
Las frontera marítima entre entre els dos països es compon de dos segments diferents en l'oceà Atlàntic, gairebé totalment horitzontals, un al nord i l'altre al sud.
Al nord, el límit està definit per un únic segment del paral·lel de latitud 13° 35′ 35″ N :
- comença a l'est sobre la costa, on acaba la frontera terrestre, vers 13° 35′ 35″ N, 16° 33′ 00″ O / 13.593056°N,16.55°O
- El límit occidental no està especificat pel tractat, però els dos països reivindiquen una zona econòmica exclusiva de 200 milles nàutiques (370 km), acaba a l'oest aproximadament a 13° 35′ 35″ N, 20° 00′ 00″ O / 13.593056°N,20°O.

Al sud, la frontera és definida per nombrosos segments :
- Comença a l'est asobre la costa, una altra vegada al límit de la frontera terrestre, a 13° 03′ 51″ N, 16° 44′ 49″ O / 13.06417°N,16.74694°O
- Continua vers al sud-oest fins a 13° 01′ 21″ N, 16° 45′ 19″ O / 13.02250°N,16.75528°O
- Obliqua vers el nord fins a 13° 03′ 27″ N, 16° 45′ 22″ O / 13.05750°N,16.75611°O
- Llavors segueix el paral·lel de latitud 13° 03′ 27″ N ; el seu límit occidental tampoc no està especificat pel tractat, però el límit finalitza aproximadament vers 13° 07′ 27″ N, 20° 10′ 48″ O / 13.12417°N,20.18°O

## Història

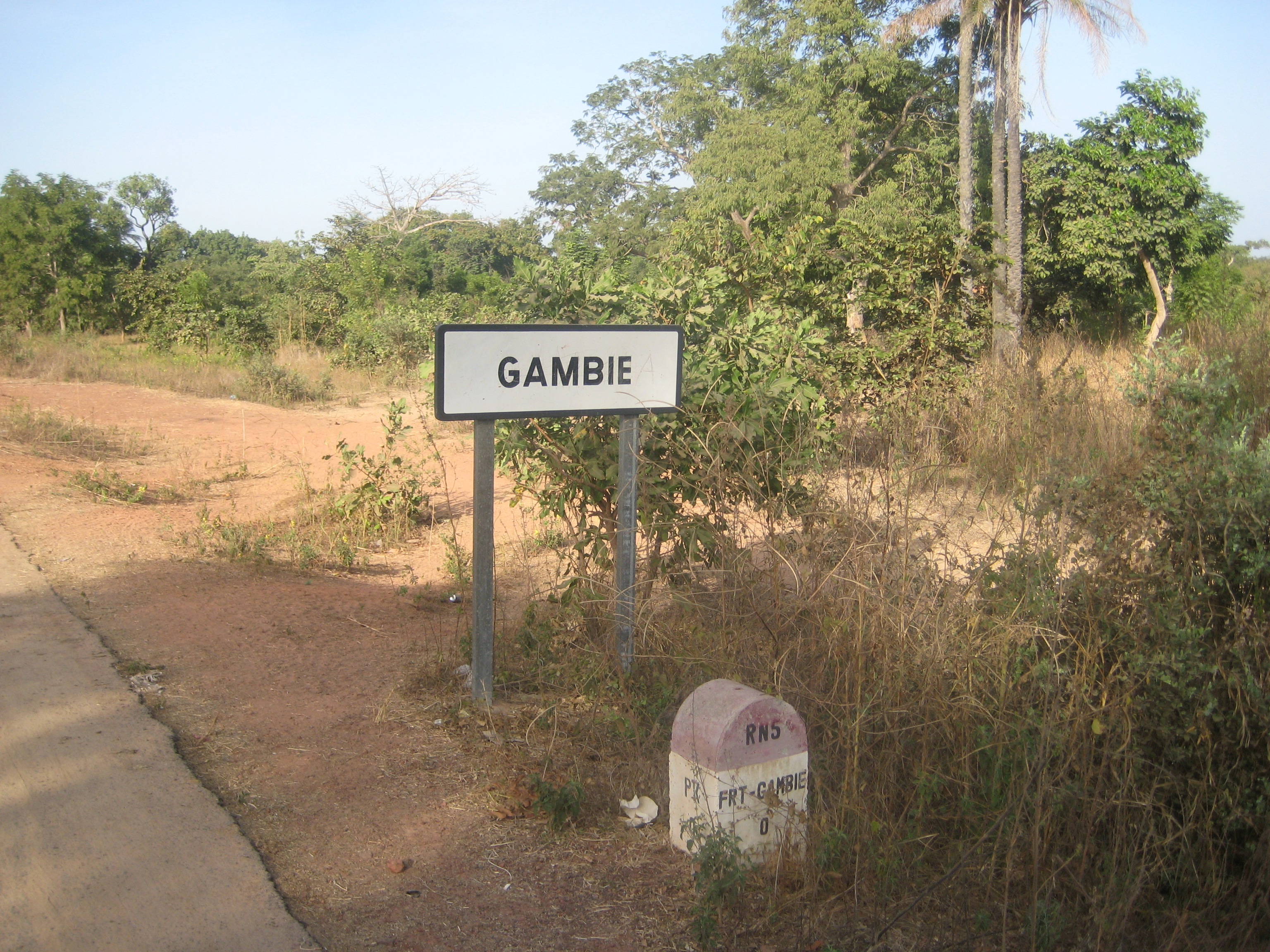
Panell indicador.

La frontera terrestre es defineix en 1889 en un acord entre França i Regne Unit, relatiu a la delimitació entre les seves colònies de Senegal i Gàmbia. Una llegenda diu que la distància entre la frontera i el riu Gàmbia és la distància que podia assolir el tret d'un canó naval britànic, però no hi ha evidència històrica que doni suport a aquesta tesi; la frontera també fou delimitada per una comissió franco-britànica.
Senegal s'independitzà de França 20 de juny de 1960, com a membre de la Federació de Mali, de la que es va separar el 20 d'agost de 1960, mentre que Gàmbia va obtenir la independència del Regne Unit el 18 de febrer el 1965. Els dos països es van associar en 1982 en la confederació de Senegàmbia, però aquesta organització es va dissoldre el 1989.
La frontera marítima entre els dos països es va definir per un tractat signat el 4 de juny de 1975.